# Бика (Клуж)
Бика (рум. Bica) насеље је у Румунији у округу Клуж у општини Манастирени. Oпштина се налази на надморској висини од 713 m.

## Становништво
Према подацима из 2002. године у насељу је живело 87 становника, од којих су сви румунске националности.